# Кампо-де-ла-Крус
Кампо-де-ла-Крус (исп. Campo de la Cruz) — город и муниципалитет на севере Колумбии, на территории департамента Атлантико.

## История
Поселение, из которого позднее вырос город, было основано 3 мая 1634 года. Муниципалитет Кампо-де-ла-Крус был выделен в отдельную административную единицу в 1914 году.

## Географическое положение

Муниципалитет Кампо-де-ла-Крус

Город расположен в южной части департамента, в пределах Прикарибской низменности, к западу от реки Магдалена, на расстоянии приблизительно 61 километра к юго-юго-западу (SSW) от города Барранкилья, административного центра департамента. Абсолютная высота — 13 метров над уровнем моря.
Муниципалитет Кампо-де-ла-Крус граничит на севере с территориями муниципалитетов Канделария и Понедера, на западе — с муниципалитетом Манати, на юго-западе — с муниципалитетом Санта-Лусия, на юге — с муниципалитетом Суан, на востоке — с территорией департамента Магдалена. Площадь муниципалитета составляет 144 км².

## Население
По данным Национального административного департамента статистики Колумбии, совокупная численность населения города и муниципалитета в 2015 году составляла 16 035 человек.
Динамика численности населения муниципалитета по годам:
| 2005   | 2006   | 2007   | 2008   | 2009   | 2010   | 2011   | 2012   | 2013   | 2014   | 2015   |
| ------ | ------ | ------ | ------ | ------ | ------ | ------ | ------ | ------ | ------ | ------ |
| 19 107 | 18 757 | 18 436 | 18 126 | 17 813 | 17 512 | 17 207 | 16 911 | 16 617 | 16 319 | 16 035 |

Согласно данным переписи 2005 года мужчины составляли 50 % от населения Кампо-де-ла-Круса, женщины — соответственно также 50 %. В расовом отношении белые и метисы составляли 86,5 % от населения города; негры, мулаты и райсальцы — 13,5 %.
Уровень грамотности среди всего населения составлял 81,1 %.

## Экономика
46,7 % от общего числа городских и муниципальных предприятий составляют предприятия торговой сферы, 45,4 % — предприятия сферы обслуживания, 4,4 % — промышленные предприятия, 3,5 % — предприятия иных отраслей экономики.

## Транспорт
Через город проходит национальное шоссе № 25 (исп. Ruta Nacional 25).